# Bressol de Judes

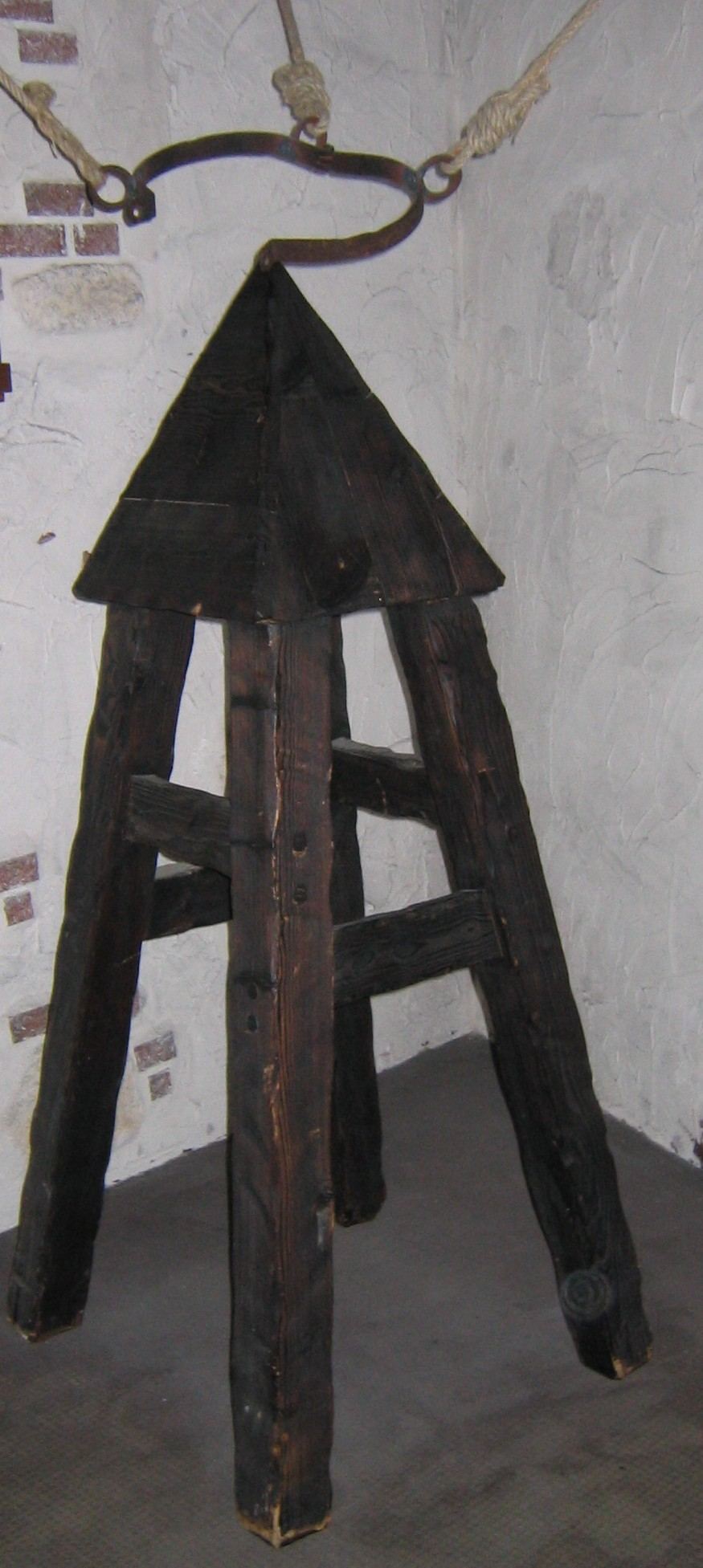
Bressol de Judes al museu de la tortura de Friburg de Brisgòvia, Alemanya.

El bressol de Judes és un instrument de tortura. Consta d'una cadira de metall que acaba en una punxa i unes corregtes, politges o cordes que subjecten la víctima de manera que es recolzi lleugerament sobre la cadira. La punxa està fregant l'anus o la vagina de la persona torturada, la qual no pot suportar el seu propi pes durant gaire temps i acaba caient sobre la punxa, que la perfora. S'usava per a obtenir confessions durant l'edat moderna.